# Arari (kommun)
Arari är en kommun i Brasilien.   Den ligger i delstaten Maranhão, i den nordöstra delen av landet, 1 400 km norr om huvudstaden Brasília. Antalet invånare är 28 477.
Följande samhällen finns i Arari:
- Arari

Trakten runt Arari består huvudsakligen av våtmarker. Runt Arari är det ganska glesbefolkat, med 29 invånare per kvadratkilometer.